# Partições do Luxemburgo

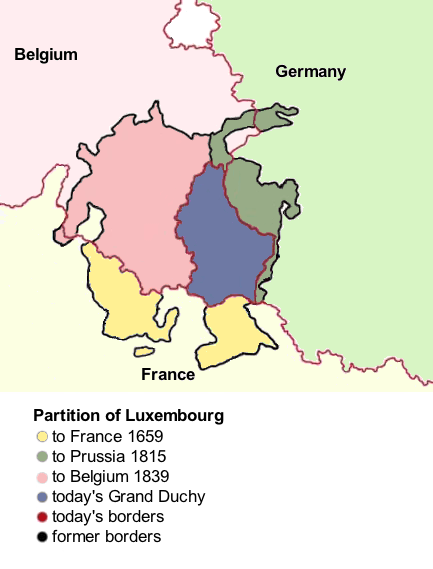
As três divisões do Luxemburgo reduziram a área desse país, para a vantagem dos três países vizinhos.

Partições do Luxemburgo é o processo, entre 1659 e 1839, ao longo do qual, em três partições, o território do Luxemburgo foi reduzido de 10 700 km² para a área atual de 2 586 km². Esses territórios perdidos fazem parte, atualmente, da Bélgica, França ou Alemanha. Os três países que fazem fronteira com Luxemburgo, em um ponto ou outro, tentaram realizar a anexação completa desse país, mas todas essas tentativas falharam. Por outro lado, tem havido movimentos históricos para reverter a perda de território do Luxemburgo, mas nenhum deles chegou a ser concretizado.

## Primeira partição
A primeira partição do Luxemburgo ocorreu em 1659, quando o Grão-Ducado do Luxemburgo estava em união pessoal com o Reino de Espanha. Durante a guerra franco-espanhola, a França e a Inglaterra haviam capturado a maior parte dos Países Baixos espanhóis. Nos termos do Tratado dos Pirenéus, a França recebeu de Luxemburgo as fortalezas de Stenay, Thionville e Montmédy, e os arredores. A área do Grão-Ducado do Luxemburgo ocupada pela França totalizou 1060 km².

## Segunda partição
Em 1795, durante as Guerras Revolucionárias Francesas, Luxemburgo foi anexado à França, como parte do departamento de Forêts. Após a derrota de Napoleão Bonaparte, nos termos do Tratado de Paris, Luxemburgo foi libertado do domínio francês, mas a sua condição final estava a ser determinada no Congresso de Viena, no ano seguinte. Lá, foi decidido que o Luxemburgo seria elevado à categoria de grão-ducado, e que a Casa de Orange receberia todos os Países Baixos, incluindo o Luxemburgo. No entanto, o Reino da Prússia, que tinha recebido toda a Renânia e Vestfália durante a guerra, requereu a fortaleza de Bitburg, que serviria para formar a parte ocidental da fortificação da fronteira da Confederação Germânica.
A segunda partição tirou 2280 km² do território de Luxemburgo. Além de Bitburg, a Prússia ganhou as cidades de Neuerburg, Sankt Vith, Schleiden e Waxweiler. Ao todo, essas terras tinham uma população de 50 mil habitantes. Hoje, essas terras pertencem à Alemanha ou à Bélgica; o distrito de Eupen-Malmedy foi cedido pela Alemanha à Bélgica em 1919 pelo Tratado de Versalhes.

## Terceira partição
Desde 1815, a Bélgica integrava o Reino Unido dos Países Baixos. Com o Tratado de Londres, as províncias a sul dos Países Baixos tornaram-se no Reino da Bélgica, enquanto que a província de Limburgo foi dividida em partes belga e neerlandesa.
O mesmo aconteceu ao Grão-Ducado do Luxemburgo, que perdeu dois terços do seu território para a nova província do Luxemburgo no processo que ficou cunhado como a "Terceira Partição do Luxemburgo".

## Consequências
Este processo deixou o Grão-Ducado de Luxemburgo reduzido a um terço do território original e habitado por apenas metade da população original, em união pessoal com os Países Baixos, sob reinado do rei-grão-duque Guilherme I (e posteriormente Guilherme II e Guilherme III).
Esta disposição foi confirmada com o Tratado de Londres de 1867, conhecido como o "Segundo Tratado de Londres", numa analogia ao de 1839, e perdurou até à morte de Guilherme III, a 23 de novembro de 1890.